# Prurigo de Besnier
Prurigo de Besnier, prurigo da gravidez ou prurigo gestacional é uma erupção cutânea  pruriginosa (que causa coceira) , comum nos membros (pernas e braços) bem como no tronco superior, e na maioria das vezes ocorre entre a 20 ª semana e 34 de gestação.
A etiologia exata é desconhecida, mas considera-se provável que seja um tipo de dermatite atópica durante a gravidez.
Prurigo de Besnier é considerado um termo abrangente.
Às vezes, é considerado um diagnóstico de exclusão.